# بويد كونفيرز
بويد كونفيرز (بالإنجليزية: Boyd Converse)‏ هو مدير فني أمريكي، ولد في 18 فبراير 1932 في ميلبورن في الولايات المتحدة، وتوفي في 31 مايو 2010 في تيشومينغو في الولايات المتحدة.